# Froot
Froot este al treilea album de studio al cantautoarei galeze Marina Diamandis, profesional cunoscută sub numele de Marina and the Diamonds. Acesta a fost inițial programat sa fie lansat pe data de 3 aprilie 2015 de Neon Gold Records și Atlantic Records, deși a fost în cele din urmă lansat in 13 martie 2015, în reacțiea leak-ului de pe internet neautorizat. Diamandis a scris toate cele 12 piese prezentate pe album, și a colaborat cu producatorul David Kosten pentru producția lor.

## Lista pieselor
Toate melodiile sunt scrise și compuse de Marina Diamandis. 
| Nr.             | Titlu               | Lungime |  |
| 1.              | „Happy”             | 4:03    |  |
| 2.              | „Froot”             | 5:31    |  |
| 3.              | „I'm a Ruin”        | 4:32    |  |
| 4.              | „Blue”              | 4:14    |  |
| 5.              | „Forget”            | 4:09    |  |
| 6.              | „Gold”              | 4:14    |  |
| 7.              | „Can't Pin Me Down” | 3:25    |  |
| 8.              | „Solitaire”         | 4:37    |  |
| 9.              | „Better Than That”  | 4:36    |  |
| 10.             | „Weeds”             | 4:07    |  |
| 11.             | „Savages”           | 4:16    |  |
| 12.             | „Immortal”          | 5:21    |  |
| Lungime totală: | Lungime totală:     | 53:09   |  |

## Clasamente
| Clasament (2015)                           | Poziție maximă |
| ------------------------------------------ | -------------- |
| Australia (ARIA)                           | 12             |
| Austria (Ö3)                               | 38             |
| Belgia (Ultratop Flanders)                 | 92             |
| Belgia (Ultratop Wallonia)                 | 61             |
| Canada (Billboard)                         | 6              |
| Țările de Jos (MegaCharts)                 | 21             |
| Finlanda (Suomen virallien lista)          | 19             |
| Franța (SNEP)                              | 78             |
| Germania (Top 100)                         | 24             |
| Irlanda (IRMA)                             | 4              |
| Italia (FIMI)                              | 68             |
| Noua Zeelandă (RMNZ)                       | 12             |
| Norvegia (VG-lista)                        | 31             |
| Scoția (OCC)                               | 9              |
| Spania (PROMUSICALE)                       | 27             |
| Suedia (Sverigetopplistan)                 | 41             |
| Elveția (Schweizer Hitparade)              | 10             |
| Regatul Unit (OCC)                         | 10             |
| Statele Unite ale Americii (Billboard 200) | 8              |

## Datele lansărilor
| Țară                       | Dată            | Format                    | Casă de discuri    | Ref.               |
| -------------------------- | --------------- | ------------------------- | ------------------ | ------------------ |
| Australia                  | 13 martie 2015  | CD Descărcare digitală    | Warner             | [ 1 ] [ 2 ]        |
| Germania                   | 13 martie 2015  | CD Descărcare digitală    | Warner             | [ 3 ] [ 4 ]        |
| Irlanda                    | 13 martie 2015  | CD LP descărcare digitală | Neon Gold Atlantic | [ 5 ] [ 6 ] [ 7 ]  |
| Regatul Unit               | 16 martie 2015  | CD LP descărcare digitală | Neon Gold Atlantic | [ 8 ] [ 9 ] [ 10 ] |
| Statele Unite ale Americii | 16 martie 2015  | CD descărcare digitală    | Neon Gold Elektra  | [ 11 ] [ 12 ]      |
| Italia                     | 17 martie 2015  | CD descărcare digitală    | Warner             | [ 13 ] [ 14 ]      |
| Germania                   | 20 martie 2015  | LP                        | Warner             | [ 15 ]             |
| Australia                  | 3 aprilie 2015  | LP                        | Warner             | [ 16 ]             |
| Statele Unite ale Americii | 14 aprilie 2015 | LP                        | Neon Gold Elektra  | [ 17 ]             |
| Italia                     | 28 aprilie 2015 | LP                        | Warner             | [ 18 ]             |